# Elektromagnetische veldtensor
De elektromagnetische veldtensor is een object uit de relativiteitstheorie, dat de elektrische- en magnetische velden van een fysisch systeem gezamenlijk beschrijft. Het is een antisymmetrische tensor, die toelaat de wetten van het elektromagnetisme op een bondige manier uit te drukken. Men noteert de tensor typisch als {\displaystyle F}, naar het Engelse fieldstrength (veldsterkte). 

## Definitie
De elektromagnetische veldtensor {\displaystyle F} is gedefinieerd als de afgeleide van de vierpotentiaal, als volgt:
{\displaystyle F_{\mu \nu }=\partial _{\mu }A_{\nu }-\partial _{\nu }A_{\mu }}
De indices {\displaystyle \mu } en {\displaystyle \nu } lopen van {\displaystyle 0} tot {\displaystyle 3}, de afgeleides in het rechterlid zijn dus een viergradiënt. De veldtensor is antisymmetrisch: het object in het rechterlid wisselt immers van teken indien men {\displaystyle \mu } en {\displaystyle \nu } omwisselt. 
Indien men in de bovenstaande uitdrukking de uitdrukking voor de vierpotentiaal invult,  krijgt men:
{\displaystyle F_{\mu \nu }={\begin{bmatrix}0&E_{x}/c&E_{y}/c&E_{z}/c\\-E_{x}/c&0&-B_{z}&B_{y}\\-E_{y}/c&B_{z}&0&-B_{x}\\-E_{z}/c&-B_{y}&B_{x}&0\end{bmatrix}}}
Waarbij {\displaystyle (E_{x},E_{y},E_{z})} en {\displaystyle (B_{x},B_{y},B_{z})} de componenten van het elektrisch- en magnetisch veld voorstellen. Door contractie met de metriek kan men ook de veldsterkte met contravariante (boven-) indices verkrijgen:
{\displaystyle F^{\mu \nu }={\begin{bmatrix}0&-E_{x}/c&-E_{y}/c&-E_{z}/c\\E_{x}/c&0&-B_{z}&B_{y}\\E_{y}/c&B_{z}&0&-B_{x}\\E_{z}/c&-B_{y}&B_{x}&0\end{bmatrix}}}
Hierbij werd de tekenconventie gebruikt waarin de minkowskitensor als diagonaal {\displaystyle (+1,-1,-1,-1)} heeft, de mostly-minus conventie dus.

## Vergelijkingen van Maxwell
Het is mogelijk om met de veldtensor de wetten van Maxwell op een bondige manier te beschrijven. Twee van de vier wetten beschrijven magnetisme :
{\displaystyle {\vec {\nabla }}\cdot {\vec {B}}=0}
en
{\displaystyle {\frac {\partial {\vec {B}}}{\partial t}}+{\vec {\nabla }}\times {\vec {E}}=0}
Men kan nagaan dat deze twee vergelijkingen equivalent zijn met de volgende uitdrukking voor de magnetische veldtensor: 
{\displaystyle F_{\alpha \beta ,\gamma }+F_{\beta \gamma ,\alpha }+F_{\gamma \alpha ,\beta }=0\,}
Hierin stellen de komma's afgeleides voor, bijvoorbeeld {\displaystyle F_{\alpha \beta ,\gamma }=\partial _{\gamma }F_{\alpha \beta }}. Deze laatste uitdrukking kan men nog eenvoudiger schrijven, als volgt:
{\displaystyle F_{[\alpha \beta ,\gamma ]}\,=0}
Waarbij de haakjes antisymmetrisatie van de indices voorstelt.
Ook de twee andere vergelijkingen van Maxwell kunnen geschreven worden in termen van de veldtensor. Inderdaad,
{\displaystyle {\vec {\nabla }}\cdot {\vec {E}}={\frac {\rho }{\epsilon _{0}}}}
en
{\displaystyle {\vec {\nabla }}\times {\vec {B}}-{\frac {1}{c^{2}}}{\frac {\partial {\vec {E}}}{\partial t}}=\mu _{0}{\vec {J}}}
laten zich bondig herschrijven als 
{\displaystyle \partial _{\beta }F^{\alpha \beta }=\mu _{0}J^{\alpha }\,}
waarbij  {\displaystyle J^{\alpha }=(c\,\rho ,{\vec {J}})\,} de vierstroom voorstelt.
Alle wetten van het elektromagnetisme kunnen dus samen gevat worden door:
{\displaystyle F_{[\alpha \beta ,\gamma ]}\,=0} and  {\displaystyle F^{\alpha \beta }{}_{,\beta }\,=\mu _{0}J^{\alpha }}
In zekere zin verantwoordt de eenvoud van bovenstaande uitdrukkingen de oorspronkelijke definitie van de veldtensor.

## Covariantie, invarianten, lagrangiaan
Veel objecten van het elektromagnetisme zijn covariant, dat wil zeggen dat ze er anders uitzien naargelang de snelheid van de waarnemer. Zo heeft bijvoorbeeld een stilstaande geladen staaf wel een elektrisch veld rondom, maar geen elektrische stroom. Indien een waarnemer echter beweegt ten opzichte van deze staaf, hebben de aanwezige ladingen een relatieve snelheid ten opzichte van deze waarnemer. Voor deze observator is er dus wél een elektrische stroom aanwezig. Dit lijkt problematisch, maar de wetten van elektromagnetisme hebben de bijzondere eigenschap dat ondanks de verschillende beschrijvingen die waarnemers van dezelfde situatie zullen geven, de voorspellingen identiek zijn. De wetten zijn dus covariant. 
Hoewel covariante grootheden perfect "gezond" zijn, is het  interessant om te zoeken naar grootheden die niet afhangen van de waarnemer, zogeheten invarianten. In de relativiteitstheorie noemt men zulke invarianten scalairen. Dit zijn objecten die géén vrije indices hebben. De zoektocht naar invariante elektromagnetische grootheden is dus herleidbaar tot het zoeken naar index-vrije objecten, gebouwd uit de veldtensor. Men kan dit op twee wijzen doen. De eerste mogelijkheid is de veldtensor te contraheren met behulp van de minkowskitensor:
{\displaystyle F_{\mu \nu }F^{\mu \nu }=F_{\mu \nu }F_{\alpha \beta }\eta ^{\mu \alpha }\eta ^{\nu \beta }=\ 2\left(B^{2}-{\frac {E^{2}}{c^{2}}}\right)}
Deze laatste uitdrukking is dus een invariant. Men kan ook contraheren met het Levi-Civita-symbool {\displaystyle \epsilon _{\alpha \beta \gamma \delta }}, als volgt: 
{\displaystyle {\frac {1}{2}}\epsilon _{\alpha \beta \gamma \delta }F^{\alpha \beta }F^{\gamma \delta }={\frac {4}{c}}\left({\vec {B}}\cdot {\vec {E}}\right)}
Ook dit is een invariant. 
Een van de toepassingen van deze invarianten is de volgende. Indien men een actie wil opstellen voor het elektromagnetisme, wil men een uitdrukking van de vorm
{\displaystyle {\mathcal {S}}=\int {\mathcal {L}}\mathrm {d} ^{4}x}
waarbij de integraal loopt over de gehele ruimtetijd, en {\displaystyle {\mathcal {L}}} een invariante scalar is (de Lagrangiaan). Omwille van het bovenstaande blijven er slechts weinig kandidaten over voor deze Lagrangiaan. Deze moet immers een uitdrukking zijn in functie van de vorige twee invarianten. Het blijkt dat de actie
{\displaystyle {\mathcal {S}}=\int \left(-{\begin{matrix}{\frac {1}{4\mu _{0}}}\end{matrix}}F_{\mu \nu }F^{\mu \nu }\right)\mathrm {d} ^{4}x\,}
de correcte is, waarvan de Maxwell-vergelijkingen en het klassiek elektromagnetisme afgeleid kunnen worden. Indien men ook bronnen (een vierstroom) wil toevoegen, dient men de overeenkomstige termen aan de Lagrangiaan toe te voegen, om de correcte bewegingsvergelijkingen te bekomen. Zo bekomt men onder andere de Lagrangiaan voor kwantumelektrodynamica ("QED"), de kwantumveldtheorie van elektromagnetisme.

## Algemene Relativiteitstheorie
Veel uitdrukkingen en vergelijkingen in de algemene relativiteitstheorie kunnen worden verkregen door in de speciaal relativistische uitdrukkingen de partiële afgeleiden (viergradiënt) te vervangen door de covariante afgeleide. Ook voor de elektromagnetische veldtensor is dit waar: de veldtensor is in algemene relativiteitstheorie is gegeven door {\displaystyle F_{\mu \nu }=\nabla _{\mu }A_{\nu }-\nabla _{\nu }A_{\mu }}. Omdat deze uitdrukking antisymmetrisch is, vallen de termen afkomstig van de connectie echter weg, en krijgt men wederom {\displaystyle F_{\mu \nu }=\partial _{\mu }A_{\nu }-\partial _{\nu }A_{\mu }}. Hoewel niet manifest, is de oorspronkelijke definitie dus meteen ook covariant. De Maxwell-vergelijkingen zien er in het algemeen relativistische geval uit als:
{\displaystyle F_{[\alpha \beta ;\gamma ]}\,=0} and  {\displaystyle F^{\alpha \beta }{}_{;\beta }\,=\mu _{0}J^{\alpha }}
waarbij {\displaystyle ;} voor een covariante afgeleide staat.

## Conventies en notatie
Er zijn verschillende conventies in omloop in de relativiteitstheorie. Een aantal opmerkingen:
- In dit artikel hebben we SI-eenheden gebruikt. Indien men natuurlijke eenheden gebruikt, is de lichtsnelheid {\displaystyle c=1}, dus valt deze weg uit alle bovenstaande uitdrukkingen.
- Bij het omhoog/omlaag halen van de indices, gebruikt men de metriek. Afhankelijk van de tekenconventies, verschijnen hier dus al dan niet een aantal mintekens hierbij.
- Sommige auteurs definiëren de elektromagnetische veldtensor als de antisymmetrische versie van de afgeleide van de vierpotentiaal. In symbolen: {\displaystyle F_{\mu \nu }=\partial _{[\mu }A_{\nu ]}={\frac {1}{2}}(\partial _{\mu }A_{\nu }-\partial _{\nu }A_{\mu })}. Dat is dus een factor {\displaystyle 1/2} kleiner dan de definitie die hier gehanteerd werd.